# Stoczek (Węgrów)
Pour les articles homonymes, voir Stoczek.
Stoczek (prononciation : [ˈstɔt͡ʂɛk]) est un village polonais situé dans la gmina de Stoczek dans le powiat de Węgrów et en voïvodie de Mazovie dans le centre-est de la Pologne.
Il est le siège administratif de la gmina (district administratif) appelée Gmina Stoczek.
Ce village se trouve à environ 18 kilomètres au nord de Węgrów (chef-lieu du powiat) et à 73 kilomètres au nord-est de Varsovie (capitale de la Pologne).
Le village a une population de 910 habitants en 2008

## Histoire
De 1975 à 1998, le village appartenait administrativement à la voïvodie de Siedlce.

## Référence
1. ↑  OpenSolution.org, « Podział Administracyjny - Gmina Stoczek », sur stoczek.net.pl via Wikiwix (consulté le 20 juin 2023).